# Madżid at-Taki
Madżid at-Taki, Majed Al-Taqi (arab. ماجد التقي, ur. 9 marca 1970) – kuwejcki skoczek do wody.
Brał udział w igrzyskach olimpijskich w 1984 i 1988. Na obu imprezach startował w skokach z trampoliny. W Los Angeles zajął ostatnie, 30. miejsce w kwalifikacjach z 299,16 pkt, natomiast w Seulu uplasował się w kwalifikacjach na 31. pozycji z 387,60 pkt i również nie dostał się do finału. Jest najmłodszym olimpijczykiem w historii Kuwejtu.